# Muscolo cricoaritenoideo laterale
Il muscolo cricoaritenoideo laterale è un muscolo pari, fonatore e intrinseco della laringe.

## Posizione e forma

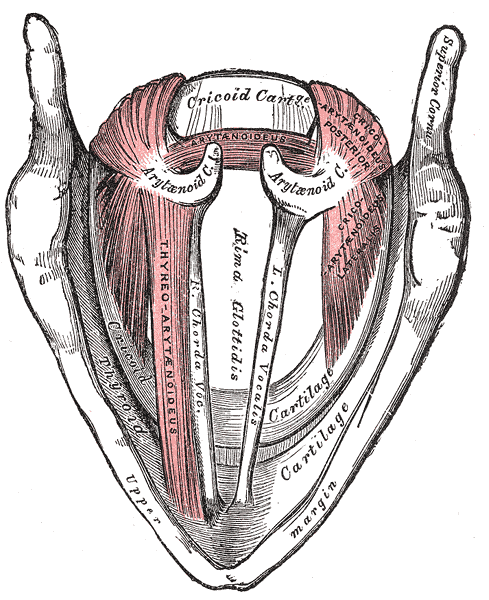
Visione superiore dei muscoli della laringe. Il cricoaritenoideo laterale si trova in posizione più inferiore, e ai margini laterali del tubo respiratorio

Il muscolo è coperto dalla lamina cricoidea, di forma triangolare origina dal margine superiore dell'arco cricoideo e si porta al processo muscolare della cartilagine aritenoide..

## Vascolarizzazione ed innervazione
Il muscolo è irrorato dagli stessi vasi che vascolarizzano la laringe quindi: arteria laringea superiore, arteria larginea inferiore e arteria cricoidea (rami delle arterie tiroidee superiore ed inferiore).
Il muscolo cricoaritenoideo laterale è innervato dal nervo laringeo inferiore, ramo del nervo vago.

## Azione
I due muscoli inclinano medialmente i processi vocali portando avanti e lateralmente i processi muscolari delle cartilagini aritenoidi.
Svolgono quindi l'azione di muscoli fonatori avvicinando le corde vocali e costringendo la rima glottidea.